# Negrola
As negrolas (Melanitta) são um género de ave anseriforme da família dos anatídeos.

## Taxonomia
O género Melanitta é composto por 6 espécies:
| Espécie                 | Imagem | Nome comum                      |
| ----------------------- | ------ | ------------------------------- |
| Melanitta americana     |        | Negrola-americana               |
| Melanitta deglandi      |        | Negrola-de-asa-branca-americana |
| Melanitta fusca         |        | Negrola-de-asa-branca-europeia  |
| Melanitta nigra         |        | Negrola-comum                   |
| Melanitta perspicillata |        | Negrola-de-lunetas              |
| Melanitta stejnegeri    |        | Negrola-siberiana               |